# Élections législatives guinéennes de 2020
Les élections législatives guinéennes de 2020 ont lieu le 22 mars 2020 afin de renouveler les 114 membres de l'Assemblée nationale de Guinée.
Reportées à de nombreuses reprises, ces élections ont lieu dans le contexte d'une tentative du président Alpha Condé de faire modifier la constitution par un référendum organisé le même jour afin de pouvoir se présenter à un troisième mandat, un projet auquel s'oppose la société civile.
Les élections sont largement remportées par le Rassemblement du peuple de Guinée-Arc en ciel d'Alpha Condé, qui bénéficie d'une majorité des deux tiers à la nouvelle assemblée.

## Contexte

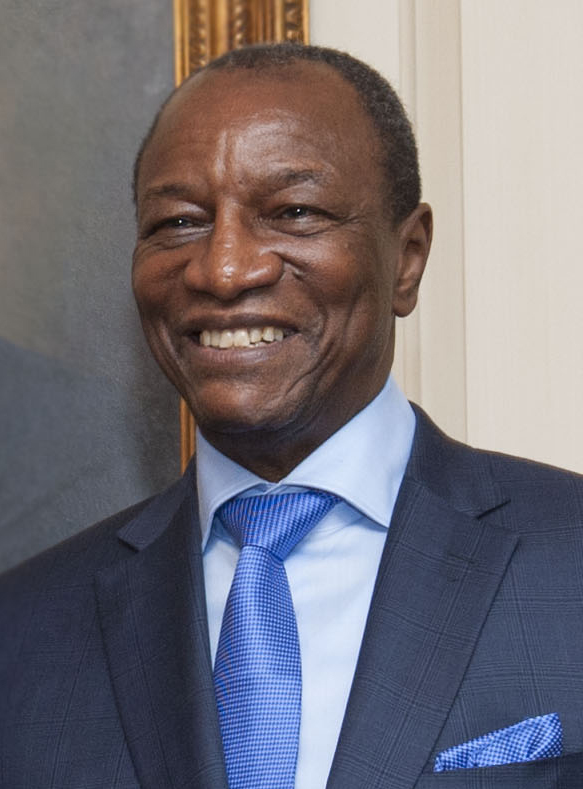
Alpha Condé

Initialement prévue pour le mois de janvier 2019, la bonne tenue des élections est jugée très incertaine, dans le contexte d'un projet d'amendements constitutionnels du président Alpha Condé, susceptible d'être entrepris par un référendum organisé en concomitance avec les législatives, ou bien passées celles-ci via une majorité des deux tiers des députés. Le projet est cependant décrié par l'opposition, qui y voit une tentative de la part du président de supprimer la limite constitutionnelle l’empêchant d'effectuer un troisième mandat.
La date du 28 décembre 2019 est finalement proposée par la commission électorale nationale indépendante (Céni), une proposition « irréaliste » selon l'opposition, qui soupçonne le président de vouloir bâcler des élections en sa faveur afin de mener à bien son projet d'amendement,. La décision de la commission ne fait par ailleurs pas consensus en son sein, sept de ses 17 commissaires s'en désolidarisent. Issus de l'opposition, ceux-ci considèrent le délai trop court et plaident en faveur d'un report des élections au moins jusqu'en mars 2020. Le 24 septembre, le Premier ministre Kassory Fofana confirme cependant l'intention de son gouvernement d'organiser les élections à la date proposée par la Ceni. Cette dernière fait néanmoins face à des dissensions en son sein quant au nouveau calendrier, jugé intenable, ce qui l'amène finalement à reporter le scrutin à une date indéterminée. Ces reports ont lieu alors que le gouvernement d'Alpha Condé est confronté à une fronde de l'opposition et de la société civile regroupée au sein du Mouvement du Front National pour la Défense de la Constitution contre son intention d'amender la constitution pour se permettre un nouveau mandat, notamment après la fuite d'une vidéo début septembre 2019 dans laquelle il annonce devant un cercle de partisans que ceux-ci doivent se tenir prêts pour un référendum constitutionnel à venir. Les manifestations font plusieurs morts dans la capitale Conakry,,.

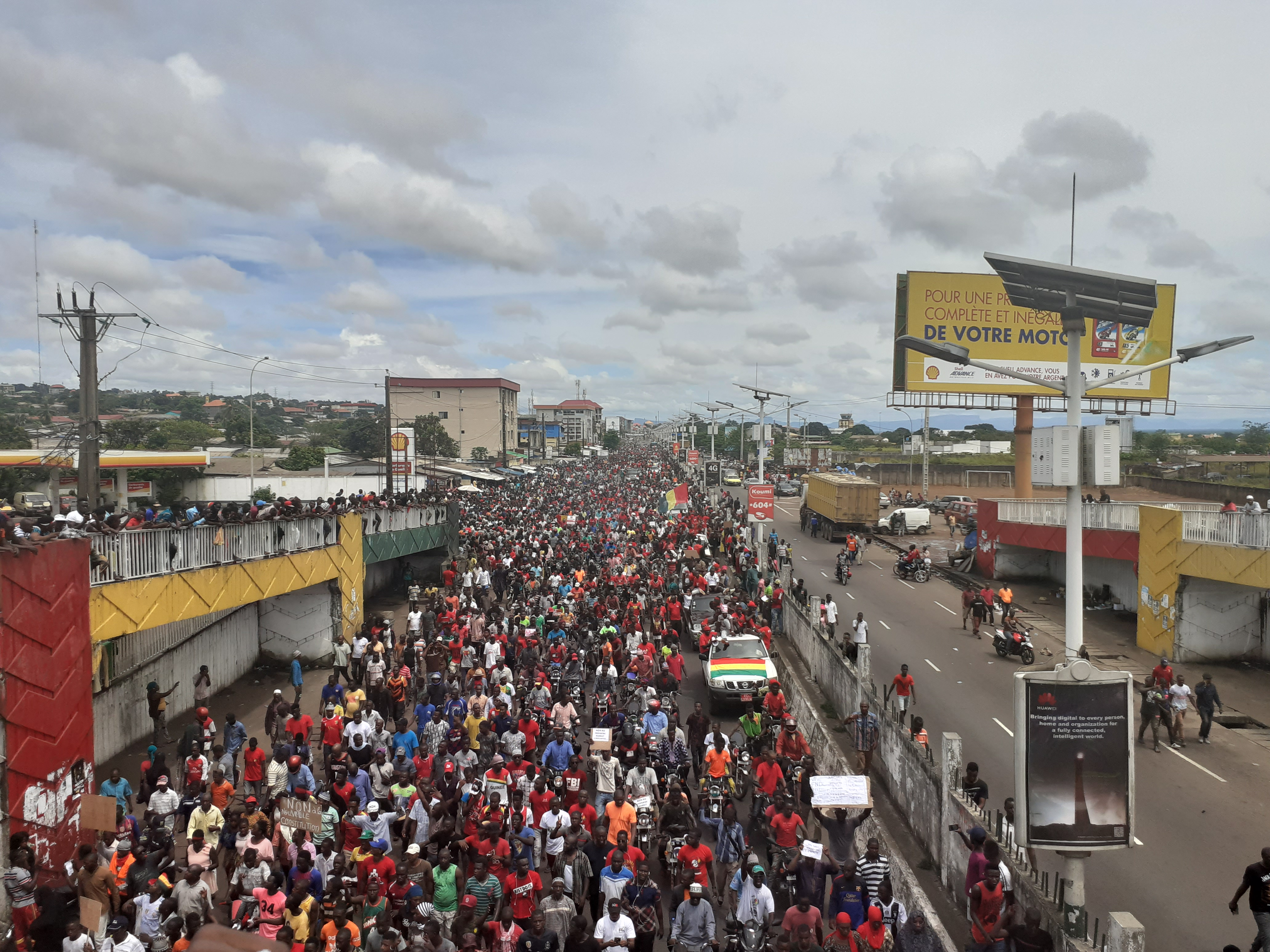
Manifestation du Mouvement FNDC à Conakry en 2019.

La Ceni finit le 10 novembre par s'accorder à l'unanimité sur une nouvelle date, les élections étant cette fois-ci prévues pour le 16 février 2020. Alpha Condé la confirme dès le lendemain par décret présidentiel, tandis que les manifestations d'opposants à une modification de la constitution se poursuivent. La Ceni dévoile début janvier la liste des partis en lice pour les législatives, dont 29 pour la part proportionnelle des sièges et 14 pour celle majoritaire. Presque tous font partie de la mouvance présidentielle à la suite du boycott de l'opposition. Le scrutin est cependant une nouvelle fois reporté de deux semaines au premier mars, l'organisation le même jour du référendum constitutionnel voulu par Condé étant annoncée peu après.
Une campagne de révision des listes électorales donne cependant un total de 8,3 millions d'électeurs inscrits, soit 68 % de la population du pays, un chiffre vivement critiqué par l'opposition, qui accuse le pouvoir de préparer une fraude électorale via un bourrage des urnes. Un audit effectué en 2018 par l'Organisation internationale de la francophonie (OIF) avait révélé que le total des inscrits était déjà passé de 39 % de la population en 2010 à 54 % dix ans plus tard - une augmentation largement due à la Haute-Guinée, bastion d'Alpha Condé -, tout en faisant état de la double inscription de 3,3 millions de personnes, et l'absence de données biométriques pour 1,6 million d'autres. Les nouveaux chiffres de 2020, encore largement en hausse, ont été compilés sans tenir compte des recommandations appelant à éliminer ces doublons et ces manquements, poussant l'opposition à appeler au boycott en se rassemblant en un Front National pour la Défense de la Constitution (FNDC). Ce dernier se compose notamment de l'Union des forces démocratiques de Guinée et de l'Union des forces républicaines, arrivés respectivement aux deuxième et troisième places au scrutin de 2013,.

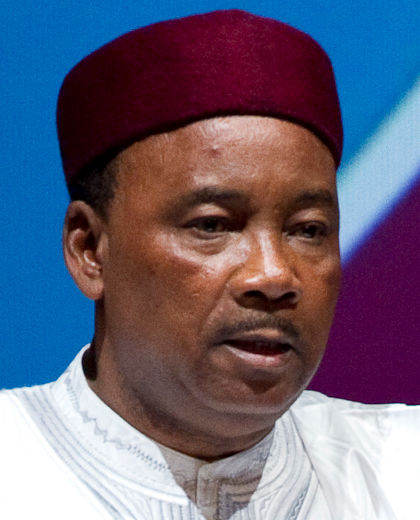
Mahamadou Issoufou

Devant le refus du gouvernement de procéder à un nettoyage du fichier électoral, l'OIF retire courant février ses observateurs du scrutin, suivie de l’Union africaine (UA) et de la Communauté économique des États de l'Afrique de l'Ouest (Cédéao). Confronté par la pression de la communauté internationale, Alpha Condé finit deux jours avant le 1er mars par annoncer in extremis le report du double scrutin, afin d'inviter les partenaires internationaux à vérifier le fichier électoral et en obtenir un « consensuel ». Ce report d'un maximum de deux semaines, sans que ne soit précisée une date exacte, est grandement minimisé par le président, qui parle de « léger report », par « responsabilité nationale et sous-régionale » tout en insistant qu'il ne s'agit « ni d'une capitulation ni d'une reculade »,. Le retrait de la Cédéao en particulier aurait pris par surprise Alpha Condé, qui ne s'attendait pas à être « lâché » par ses voisins africains, l'organisation Ouest africaine ayant par le passé fermé les yeux sur bon nombre de scrutins électoraux douteux. Le président nigérien Mahamadou Issoufou, président tournant de la Cédéao à l'origine de ce revirement, est ainsi parvenu à convaincre ses pairs de l'annulation de la mission d'observation, tout en multipliant les appels téléphoniques à Alpha Condé pour lui demander la révision du fichier électoral, l'inclusion de l'opposition dans le processus électoral et la renonciation à un troisième mandat. L'annonce du report intervient de fait quelques heures après un vif échange entre Alpha Condé et Salou Djibo, haut fonctionnaire de la Cédéao, venu lui signifier que la Cédéao le tiendrait pour responsable si la situation venait à dégénérer.
Les experts de la Cedeao chargés de passer en revue le fichier électoral arrivent dans le pays le 4 mars. Le délai de deux semaines est cependant d'emblée jugé techniquement intenable par l'ensemble des observateurs, qui y voient davantage une porte ouverte par le pouvoir à d'éventuelles négociations. La mission d'experts de la Cédéao rend publiques ses conclusions le 11 mars. Sur 7 764 130 électeurs inscrits sur les listes électorales révisées, 2 438 992 le sont notamment sans aucune pièce justificative, une situation non conforme au code électoral guinéen, ce qui amène les experts à  « recommander vivement » leur retrait, de même que l'examen des cas de doublons et d'inscrits dont la date de naissance est erronée. Le même jour, le président de la Commission électorale nationale indépendante, Amadou Salifou Kébé, reconnait que les scrutins n'auront pas lieu dans le délai de deux semaines annoncé par le président. La veille du délai maximum de deux semaines devant s'achever le 15 mars, Alpha Condé fixe finalement par décret le double scrutin au dimanche 22 mars, tout en chargeant la Ceni d'effectuer les modifications préconisées des listes électorales, ce qu'elle fait deux jours plus tard, fixant à 5 325 137 le nombre d'inscrits,.

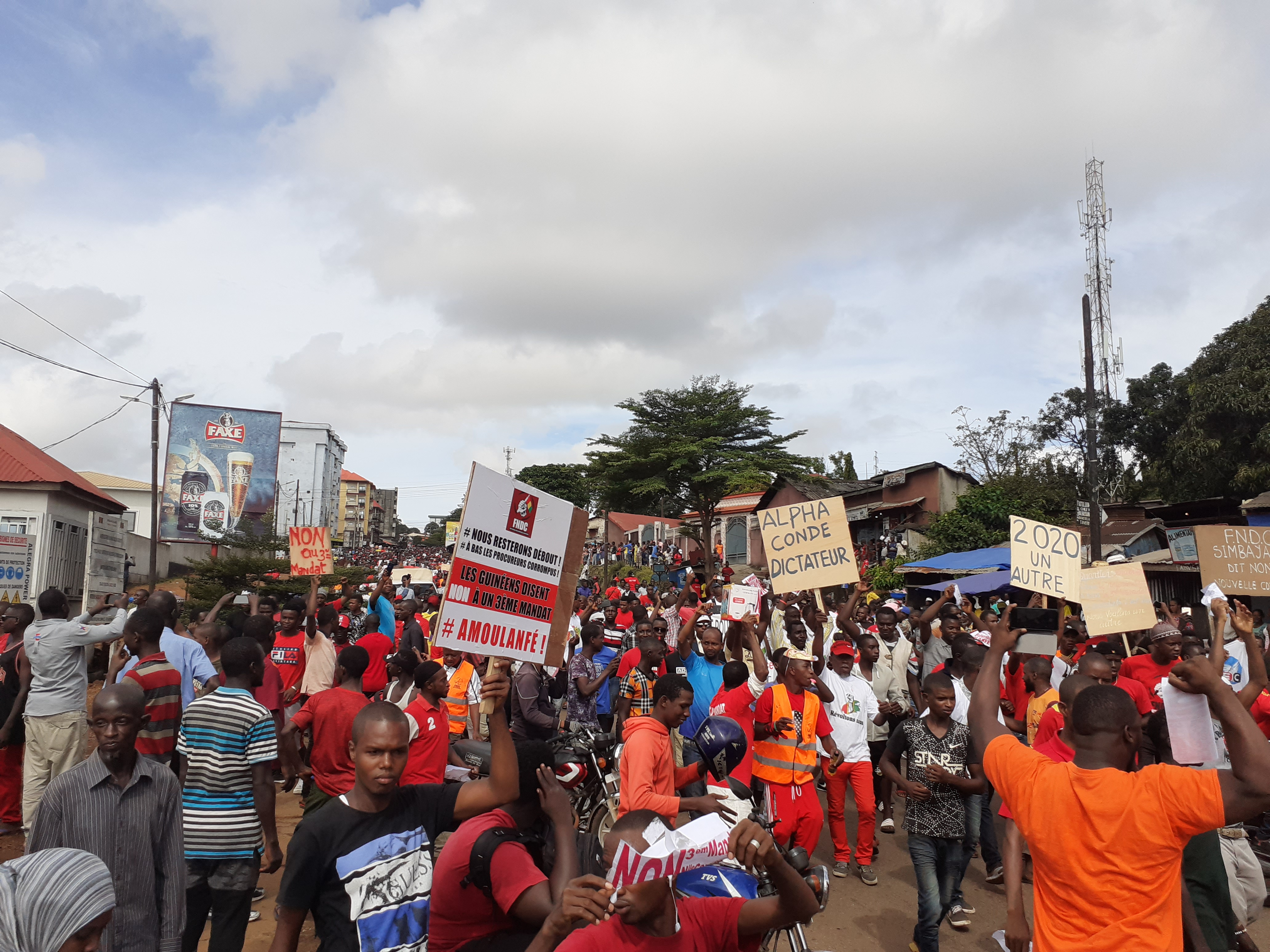
Manifestants contre le référendum à Conakry.

La venue d'une délégation de haut niveau de la Cédéao est alors prévue pour tenter une conciliation de dernière minute. Conduite par plusieurs chefs d'États africains de la Cédéao dont son président en titre Mahamadou Issoufou ainsi que ses homologues ivoirien Alassane Ouattara, et nigérian, Muhammadu Buharides, poids lourds régionaux, la délégation est cependant annulée en raison de la propagation de la pandémie de Covid-19 dans la sous-région. Cette dernière est néanmoins perçue comme un prétexte, les chefs d'États voisins ayant déjà perçu le caractère inflexible de la décision d'Alpha Condé d'organiser le double scrutin, et jugé le déplacement inutile.  Leur décision, qui laisse le champ libre au président, fait l'effet d'une douche froide pour l'opposition, qui réitère par conséquent les appels faits depuis plusieurs mois à non seulement boycotter ces scrutins mais également à empêcher physiquement leur tenue en saisissant le matériel électoral des bureaux de vote. Le 16 mars, Alpha Condé signe un décret augmentant la solde des militaires de 20 %,. En l'absence de dialogue entre le gouvernement et l'opposition visant à la tenue d'élections inclusives, l'Union européenne, l'Organisation internationale de la Francophonie, l'Union Africaine et la Cédéao maintiennent le retrait de leurs observateurs.
Une polémique nait également autour de la décision de maintenir les scrutins en pleine crise sanitaire alors même que la Guinée, touchée par plusieurs cas de malades du coronavirus sur son sol, décide le 19 mars de fermer ses frontières aux pays ayant eux-mêmes plus de 30 cas. Le gouvernement assure pour autant qu'un nouveau report est exclu, le conseiller du président et Ministre d'État Rachid Ndiaye se faisant fort de citer l'exemple de la France où le premier tour des élections municipales a été maintenu le dimanche précédent malgré une bien plus grande avancée du virus dans le pays. L'opposition juge quant à elle « inhumain » le maintien des opérations électorales dans le contexte épidémiologique, qui conduit les Guinéens à se rassembler aux urnes alors même que les pays africains voisins ferment leurs écoles et lieux de cultes afin d'éviter tout rassemblement,.

## Mode de scrutin

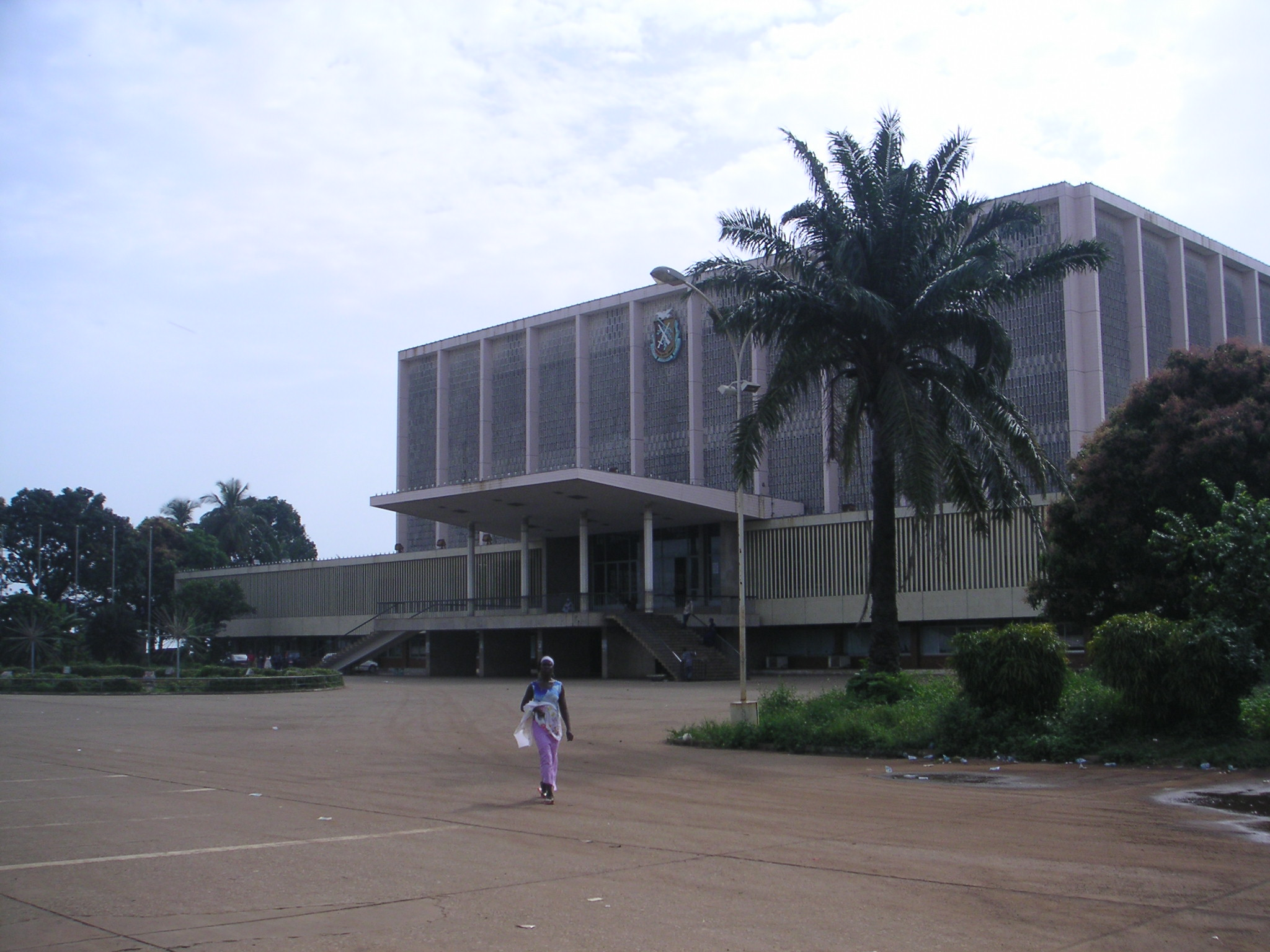
Le Palais du peuple à Conakry, siège de l'assemblée.

L'Assemblée nationale est l'unique chambre du parlement unicaméral de Guinée. Elle est composée de 114 sièges pourvus pour cinq ans selon un mode de scrutin parallèle.
Sont ainsi à pourvoir 38 sièges au scrutin uninominal majoritaire à un tour dans autant de circonscriptions électorales correspondant aux 33 préfectures du pays et aux 5 communes de la capitale Conakry. À ce total s'ajoutent 76 sièges pourvus au scrutin proportionnel plurinominal de liste dans une unique circonscription nationale. Il n'est pas fait recours à un seuil électoral, la répartition des sièges se faisant sur la base d'un quotient électoral national égal au nombre de suffrages divisés par le nombre siège à pourvoir à la proportionnelle, et les sièges restants au plus fort reste.

## Déroulement
La population est appelée à voter entre huit et dix-huit heures. De nombreuses violences marquent le scrutin, au cours duquel des bureaux de vote sont attaqués et du matériel électoral incendié, tandis que des heurts ont lieu entre forces de l'ordre et opposants, notamment dans les banlieues et quartiers de la capitale, Conakry. Ces affrontements conduisent à des échanges de tirs qui font dix morts et plusieurs blessés par balles selon l'opposition. Dans le reste du pays, les villes de Mamou, Boké et N’Zérékoré, respectivement dans le centre, l'ouest et le sud-est du pays, connaissent des troubles similaires. Le président Alpha Condé vote quant à lui dès le matin dans la capitale, avant de déclarer « espérer que tout se passera dans la paix et la tranquillité et que le peuple guinéen, comme en 1958, montrera sa maturité. », faisant allusion au référendum ayant conduit à l'indépendance. Le dépouillement a lieu à huis clos sous la protection des forces de l'ordre, les bulletins étant acheminés dans des communes rurales éloignées des villes, où se poursuivent les émeutes.

## Résultats
|                           |                                                                              |                 |                 |                 |                  |                  |                  |       |               |  |  |  |  |  |
| Parti                     | Parti                                                                        | Proportionnelle | Proportionnelle | Proportionnelle | Circonscriptions | Circonscriptions | Circonscriptions | Total | +/-           |  |  |  |  |  |
| Parti                     | Parti                                                                        | Voix            | %               | Sièges          | Voix             | %                | Sièges           | Total | +/-           |  |  |  |  |  |
|                           | Rassemblement du peuple de Guinée-Arc en ciel                                | 1 591 650       | 55,27           | 42              | 2 417 836        | 89,05            | 37               | 79    | 26            |  |  |  |  |  |
|                           | Union démocratique de Guinée                                                 | 151 576         | 5,26            | 4               | 56 085           | 2,07             | 0                | 4     | Nv            |  |  |  |  |  |
|                           | Mouvement populaire démocratique de Guinée                                   | 113 702         | 3,95            | 3               | 74 343           | 2,74             | 0                | 3     | Nv            |  |  |  |  |  |
|                           | Nouvelles forces démocratiques                                               | 76 612          | 2,66            | 2               | 4 711            | 0,17             | 1                | 3     | Nv            |  |  |  |  |  |
|                           | Union pour le progrès et le renouveau                                        | 76 512          | 2,66            | 2               | 14 597           | 0,54             | 0                | 2     | 1             |  |  |  |  |  |
|                           | Rassemblement pour le développement intégré de la Guinée                     | 76 412          | 2,65            | 2               | 23 901           | 0,88             | 0                | 2     | 1             |  |  |  |  |  |
|                           | Union des forces du changement                                               | 76 208          | 2,65            | 2               |                  |                  |                  | 2     | Nv            |  |  |  |  |  |
|                           | Alternance démocratique pour le changement-Bloc de l'opposition constructive | 76 188          | 2,65            | 2               | 2                | Nv               |                  |       |               |  |  |  |  |  |
|                           | Guinée pour la démocratie et l'équilibre                                     | 76 012          | 2,64            | 2               | 31 671           | 1,17             | 0                | 2     | Nv            |  |  |  |  |  |
|                           | Parti guinéen pour la renaissance et le progrès                              | 39 706          | 1,38            | 1               |                  |                  |                  | 1     | en stagnation |  |  |  |  |  |
|                           | Parti Afia                                                                   | 39 126          | 1,36            | 1               | 1                | 1                |                  |       |               |  |  |  |  |  |
|                           | Génération citoyenne                                                         | 39 106          | 1,36            | 1               | 1                | 1                |                  |       |               |  |  |  |  |  |
|                           | Force des intègres pour le développement                                     | 39 106          | 1,36            | 1               | 1                | Nv               |                  |       |               |  |  |  |  |  |
|                           | Parti guinéen pour le progrès et le développement                            | 38 430          | 1,33            | 1               | 1                | 1                |                  |       |               |  |  |  |  |  |
|                           | Rassemblement pour la renaissance et le développement                        | 38 310          | 1,33            | 1               | 10 608           | 0,39             | 0                | 1     | Nv            |  |  |  |  |  |
|                           | Parti pour la paix et le développement                                       | 38 176          | 1,33            | 1               |                  |                  |                  | 1     | Nv            |  |  |  |  |  |
|                           | Alliance pour le renouveau national                                          | 37 906          | 1,32            | 1               | 1                | Nv               |                  |       |               |  |  |  |  |  |
|                           | Union des forces démocratiques                                               | 37 900          | 1,32            | 1               | 13 923           | 0,51             | 0                | 1     | 1             |  |  |  |  |  |
|                           | Mouvement des patriotes pour le développement                                | 29 996          | 1,04            | 1               |                  |                  |                  | 1     | Nv            |  |  |  |  |  |
|                           | Alliance pour le renouveau national                                          | 29 800          | 1,03            | 1               | 1                | Nv               |                  |       |               |  |  |  |  |  |
|                           | Nouvelle génération pour la république                                       | 29 800          | 1,03            | 1               | 12 917           | 0,48             | 0                | 1     | en stagnation |  |  |  |  |  |
|                           | Guinée unie pour le développement                                            | 29 140          | 1,01            | 1               |                  |                  |                  | 1     | en stagnation |  |  |  |  |  |
|                           | Parti démocratique de Guinée (PDG-RDA)                                       | 27 640          | 0,96            | 1               | 1                | 1                |                  |       |               |  |  |  |  |  |
|                           | Rassemblement pour une Guinée prospère                                       | 27 400          | 0,95            | 1               | 1                | 1                |                  |       |               |  |  |  |  |  |
|                           | Parti démocratique des conservateurs                                         | 12 324          | 0,43            | 0               | 16 441           | 0,60             | 0                | 0     | Nv            |  |  |  |  |  |
|                           | Parti guinéen de la renaissance                                              | 10 204          | 0,35            | 0               |                  |                  |                  | 0     | Nv            |  |  |  |  |  |
|                           | Union pour la défense des intérêts républicains                              | 7 536           | 0,26            | 0               | 24 046           | 0,89             | 0                | 0     | Nv            |  |  |  |  |  |
|                           | Rassemblement guinéen pour l'unité et le développement                       | 5 494           | 0,19            | 0               |                  |                  |                  | 0     | en stagnation |  |  |  |  |  |
|                           | Rassemblement pour la république                                             | 5 422           | 0,19            | 0               | 0                | Nv               |                  |       |               |  |  |  |  |  |
|                           | Parti panafricain de Guinée                                                  | 2 550           | 0,09            | 0               | 0                | Nv               |                  |       |               |  |  |  |  |  |
|                           | Parti nouvelle vision                                                        |                 |                 |                 | 8 038            | 0,30             | 0                | 0     | -             |  |  |  |  |  |
|                           | Alliance des forces du changement                                            | 4 698           | 0,17            | 0               | 0                | -                |                  |       |               |  |  |  |  |  |
|                           | Parti de la défense nationale pour le développement                          | 1 333           | 0,05            | 0               | 0                | -                |                  |       |               |  |  |  |  |  |
|                           |                                                                              |                 |                 |                 |                  |                  |                  |       |               |  |  |  |  |  |
| Suffrages exprimés        | Suffrages exprimés                                                           | 2 879 944       | 95,80           |                 | 2 715 148        | 91,48            |                  |       |               |  |  |  |  |  |
| Votes blancs et invalides | Votes blancs et invalides                                                    | 126 111         | 4,20            | 252 939         | 8,52             |                  |                  |       |               |  |  |  |  |  |
| Total                     | Total                                                                        | 3 006 055       | 100             | 76              | 2 968 087        | 100              | 38               | 114   | en stagnation |  |  |  |  |  |
| Abstentions               | Abstentions                                                                  | 2 173 545       | 41,96           |                 | 2 211 513        | 42,70            |                  |       |               |  |  |  |  |  |
| Inscrits / participation  | Inscrits / participation                                                     | 5 179 600       | 58,04           | 5 179 600       | 57,30            |                  |                  |       |               |  |  |  |  |  |

## Analyse et conséquences

Groupes parlementaires formés au début de la législature

Le Rassemblement du peuple de Guinée-Arc en ciel du président Alpha Condé remporte une large victoire avec la quasi-totalité des sièges au scrutin majoritaire, et plus de la moitié de ceux à la proportionnelle, pour un total de 79 députés sur 114. Le seul siège majoritaire remporté par un autre parti, les Nouvelles forces démocratiques, l'est dans la circonscription de Mamou, la seule où le RPG-Arc en ciel ne présente pas de candidat. Condé est ainsi assuré de disposer d'une majorité solide lui permettant si besoin de passer sans blocages des lois organiques nécessitant la majorité des deux tiers,. Le référendum constitutionnel organisé en même temps que les élections donnent par ailleurs une large majorité de votes en faveur de la nouvelle constitution, qui est déclarée adoptée le 3 avril par la Cour constitutionnelle. La constitution est promulguée le 7 avril 2020. Le président de la Ceni, Amadou Salif Kébé, décède quant à lui du coronavirus dix jours plus tard, suivi du Secrétaire général du Gouvernement, Sékou Kourouma, et de plusieurs hauts cadres de l’État,. La Guinée connait alors une explosion des cas de Covid-19 du fait du maintien des scrutins pendant la pandémie.
L'Union démocratique de Guinée, dirigée par l'homme d'affaires Mamadou Sylla, arrive en deuxième place en termes de sièges. Ce dernier remplace ainsi au poste de chef officiel de l'opposition l'ancien Premier ministre Cellou Dalein Diallo, dont l'Union des forces démocratiques de Guinée a boycotté le scrutin, tout comme l’Union des forces républicaines de Sidya Touré,,.
Amadou Damaro Camara est élu président de l'assemblée nationale le 21 avril par 98 voix contre 6 à son adversaire Mohamed Lamine Kaba, candidat du parti Force des intègres pour la démocratie et la liberté. Proche d'Alpha Condé ayant comme lui connu la prison sous le régime de Lansana Conté, Camara présidait le groupe parlementaire du RPG Arc en ciel sous la précédente législature. Deux autres groupes parlementaires, d'opposition, sont formés, l'Alliance patriotique et le Rassemblement républicain.